# Oscarverleihung 1944
Übersicht aller ausgezeichneten Filme

◄◄ | ◄ | 1940 | 1941 | 1942 | 1943 | Oscarverleihung 1944 | 1945 | 1946 | 1947 | 1948 | ► | ►►

Weitere Ereignisse
Die 16. Verleihung der Oscars (englisch 16th Academy Awards) fand am 2. März 1944 im Ambassador Hotel in Los Angeles statt. Im Jahr der Auszeichnung werden immer Filme des vorherigen Jahres ausgezeichnet, in diesem Fall also die Filme des Jahres 1943.
| Film                           | N  | A |
| ------------------------------ | -- | - |
| Das Lied von Bernadette        | 12 | 4 |
| Wem die Stunde schlägt         | 9  | 1 |
| Casablanca                     | 8  | 3 |
| Madame Curie                   | 7  | 0 |
| The North Star                 | 6  | 0 |
| Immer mehr, immer fröhlicher   | 5  | 1 |
| Und das Leben geht weiter      | 5  | 1 |
| In die japanische Sonne        | 4  | 1 |
| Phantom der Oper               | 4  | 2 |
| Mutige Frauen                  | 4  | 0 |
| Watch on the Rhine             | 4  | 1 |
| Drei Caballeros im Sambafieber | 3  | 0 |
| Fünf Gräber bis Kairo          | 3  | 0 |
| Ein himmlischer Sünder         | 3  | 0 |
| Nacht der tausend Sterne       | 3  | 0 |
| Sahara                         | 3  | 0 |
| This Is the Army               | 3  | 1 |
| Auch Henker sterben            | 2  | 0 |
| Für was wir dienen             | 2  | 0 |
| Hello, Frisco, Hello           | 2  | 1 |
| Hit Parade of 1943             | 2  | 0 |
| Die Hölle von Oklahoma         | 2  | 0 |
| The Sky’s the Limit            | 2  | 0 |
| Stage Door Canteen             | 2  | 0 |
| Star Spangled Rhythm           | 2  | 0 |
| Something to Shout About       | 2  | 0 |

## Moderation
Die Verleihung wurde von Jack Benny moderiert.

## Nominierungen und Gewinner

### Bester Film
Casablanca – Jack L. Warner
Für was wir dienen (In Which We Serve) – Noël Coward
Ein himmlischer Sünder (Heaven Can Wait) – Ernst Lubitsch
Immer mehr, immer fröhlicher (The More the Merrier) – George Stevens
Das Lied von Bernadette (The Song of Bernadette) – William Perlberg
Madame Curie – Sidney Franklin
Ritt zum Ox-Bow (The Ox-Bow Incident) – Lamar Trotti
Und das Leben geht weiter (The Human Comedy) – Clarence Brown
Watch on the Rhine – Hal B. Wallis
Wem die Stunde schlägt (For Whom the Bell Tolls) – Sam Wood

### Beste Regie
Michael Curtiz – Casablanca
Clarence Brown – Und das Leben geht weiter (The Human Comedy)
Henry King – Das Lied von Bernadette (The Song of Bernadette)
Ernst Lubitsch – Ein himmlischer Sünder (Heaven Can Wait)
George Stevens – Immer mehr, immer fröhlicher (The More the Merrier)

### Bester Hauptdarsteller
Paul Lukas – Watch on the Rhine
Humphrey Bogart – Casablanca
Gary Cooper – Wem die Stunde schlägt (For Whom the Bell Tolls)
Walter Pidgeon – Madame Curie
Mickey Rooney – Und das Leben geht weiter (The Human Comedy)

### Beste Hauptdarstellerin
Jennifer Jones – Das Lied von Bernadette (The Song of Bernadette)
Jean Arthur – Immer mehr, immer fröhlicher (The More the Merrier)
Ingrid Bergman – Wem die Stunde schlägt (For Whom the Bell Tolls)
Joan Fontaine – Liebesleid (The Constant Nymph)
Greer Garson – Madame Curie

### Bester Nebendarsteller
Charles Coburn – Immer mehr, immer fröhlicher (The More the Merrier)
Charles Bickford – Das Lied von Bernadette (The Song of Bernadette)
J. Carrol Naish – Sahara
Claude Rains – Casablanca
Akim Tamiroff – Wem die Stunde schlägt (For Whom the Bell Tolls)

### Beste Nebendarstellerin
Katina Paxinou – Wem die Stunde schlägt (For Whom the Bell Tolls)
Gladys Cooper – Das Lied von Bernadette (The Song of Bernadette)
Paulette Goddard – Mutige Frauen (So Proudly We Hail!)
Anne Revere – Das Lied von Bernadette (The Song of Bernadette)
Lucile Watson – Watch on the Rhine

### Bestes adaptiertes Drehbuch
Julius J. Epstein, Philip G. Epstein, Howard Koch – Casablanca
Richard Flournoy, Lewis R. Foster, Frank Ross, Robert Russell – Immer mehr, immer fröhlicher (The More the Merrier)
Dashiell Hammett – Watch on the Rhine
Nunnally Johnson – Holy Matrimony
George Seaton – Das Lied von Bernadette (The Song of Bernadette)

### Bestes Originaldrehbuch
Norman Krasna – Der Pilot und die Prinzessin (Princess O’Rourke)
Noël Coward – Für was wir dienen (In Which We Serve)
Lillian Hellman – The North Star
Dudley Nichols – In die japanische Sonne (Air Force)
Allan Scott – Mutige Frauen (So Proudly We Hail)

### Beste Originalgeschichte
William Saroyan – Und das Leben geht weiter (The Human Comedy)
Steve Fisher – Bestimmung Tokio (Destination Tokyo)
Guy Gilpatric – Einsatz im Nordatlantik (Action in the North Atlantic)
Gordon McDonell – Im Schatten des Zweifels (Shadow of a Doubt)
Frank Ross, Robert Russell – Immer mehr, immer fröhlicher (The More the Merrier)

### Beste Kamera (Schwarzweiß)
Arthur C. Miller – Das Lied von Bernadette (The Song of Bernadette)
Arthur Edeson – Casablanca
Tony Gaudio – Korvette K 225 (Corvette K-225)
James Wong Howe, Elmer Dyer, Charles A. Marshall – In die japanische Sonne (Air Force)
James Wong Howe – The North Star
Charles Lang – Mutige Frauen (So Proudly We Hail)
Rudolph Maté – Sahara
Joseph Ruttenberg – Madame Curie
John F. Seitz – Fünf Gräber bis Kairo (Five Graves to Cairo)
Harry Stradling Sr. – Und das Leben geht weiter (The Human Comedy)

### Beste Kamera (Farbe)
Hal Mohr, W. Howard Greene – Phantom der Oper (Phantom of the Opera)
Charles G. Clarke, Allen M. Davey – Hello, Frisco, Hello
Edward Cronjager – Ein himmlischer Sünder (Heaven Can Wait)
George J. Folsey – Nacht der tausend Sterne (Thousands Cheer)
Ray Rennahan – Wem die Stunde schlägt (For Whom the Bell Tolls)
Leonard Smith – Heimweh (Lassie Come Home)

### Bestes Szenenbild (Schwarzweiß)
James Basevi, William S. Darling, Thomas Little – Das Lied von Bernadette (The Song of Bernadette)
Albert S. D’Agostino, Carroll Clark, Darrell Silvera, Harley Miller – Flucht in die Freiheit (Flight for Freedom)
Hans Dreier, Ernst Fegté, Bertram C. Granger – Fünf Gräber bis Kairo (Five Graves to Cairo)
Perry Ferguson, Howard Bristol – The North Star
Cedric Gibbons, Paul Groesse, Edwin B. Willis, Hugh Hunt – Madame Curie
Carl Jules Weyl, George James Hopkins – Botschafter in Moskau (Mission to Moscow)

### Bestes Szenenbild (Farbe)
Alexander Golitzen, John B. Goodman, Russell A. Gausman, Ira Webb – Phantom der Oper (Phantom of the Opera)
James Basevi, Joseph C. Wright, Thomas Little – The Gang’s All Here
Hans Dreier, Haldane Douglas, Bertram C. Granger – Wem die Stunde schlägt (For Whom the Bell Tolls)
Cedric Gibbons, Daniel B. Cathcart, Edwin B. Willis, Jacques Mersereau – Nacht der tausend Sterne (Thousands Cheer)
John Hughes, John Koenig, George James Hopkins – This Is the Army

### Beste Filmmusik (Drama/Komödie)
Alfred Newman – Das Lied von Bernadette (The Song of Bernadette)
Constantin Bakaleinikoff – The Fallen Sparrow
Phil Boutelje – Hi Diddle Diddle
Gérard Carbonara – Der Sheriff von Kansas (The Kansan)
Aaron Copland – The North Star
Hanns Eisler – Auch Henker sterben (Hangmen Also Die!)
Louis Gruenberg, Morris Stoloff – Commandos Strike at Dawn
Leigh Harline – Johnny Come Lately
Arthur Lange – Lady of Burlesque
Hans J. Salter, Frank Skinner – Neun Kinder und kein Vater (The Amazing Mrs. Holliday)
Walter Scharf – Die Hölle von Oklahoma (In Old Oklahoma)
Max Steiner – Casablanca
Herbert Stothart – Madame Curie
Dimitri Tiomkin – Der Besessene von Tahiti (The Moon and Sixpence)
Victor Young – Wem die Stunde schlägt (For Whom the Bell Tolls)

### Beste Filmmusik (Musical)
Ray Heindorf – This Is the Army
Robert Emmett Dolan – Star Spangled Rhythm
Leigh Harline – The Sky’s the Limit
Alfred Newman – Coney Island
Edward H. Plumb, Paul J. Smith, Charles Wolcott – Drei Caballeros im Sambafieber (Saludos Amigos)
Freddie Rich – Stage Door Canteen
Walter Scharf – Hit Parade of 1943
Morris Stoloff – Something to Shout About
Herbert Stothart – Nacht der tausend Sterne (Thousands Cheer)
Edward Ward – Phantom der Oper (Phantom of the Opera)

### Bester Song
You’ll Never Know aus Hello, Frisco, Hello – Mack Gordon, Harry Warren
Change of Heart aus Hit Parade of 1943 – Harold Adamson, Jule Styne
Happiness Is a Thing Called Joe aus Ein Häuschen im Himmel (Cabin in the Sky) – Harold Arlen, E. Y. Harburg
My Shining Hour aus The Sky’s the Limit – Harold Arlen, Johnny Mercer
Saludos Amigos aus Drei Caballeros im Sambafieber (Saludos Amigos) – Ned Washington, Charles Wolcott
Say a Prayer for the Boys Over There aus Hers to Hold – Herb Magidson, Jimmy McHugh
That Old Black Magic aus Star Spangled Rhythm – Harold Arlen, Johnny Mercer
They’re Either Too Young or Too Old aus Thank Your Lucky Stars – Frank Loesser, Arthur Schwartz
We Mustn’t Say Goodbye aus Stage Door Canteen – Al Dubin, James V. Monaco
You’d Be So Nice to Come Home To aus Something to Shout About – Cole Porter

### Bester Schnitt
George Amy – In die japanische Sonne (Air Force)
Doane Harrison – Fünf Gräber bis Kairo (Five Graves to Cairo)
John F. Link senior, Sherman Todd – Wem die Stunde schlägt (For Whom the Bells Tolls)
Owen Marks – Casablanca
Barbara McLean – Das Lied von Bernadette (The Song of Bernadette)

### Bester Ton
Stephen Dunn – Dies ist mein Land (This Land Is Mine)
Daniel J. Bloomberg – Die Hölle von Oklahoma (In Old Oklahoma)
Bernard B. Brown – Phantom der Oper (Phantom of the Opera)
James L. Fields – So This Is Washington
Edmund H. Hansen – Das Lied von Bernadette (The Song of Bernadette)
Nathan Levinson – This Is the Army
John P. Livadary – Sahara
Thomas T. Moulton – The North Star
Loren L. Ryder – Riding High
Douglas Shearer – Madame Curie
C. O. Slyfield – Drei Caballeros im Sambafieber (Saludos Amigos)
Jack Whitney – Auch Henker sterben (Hangmen Also Die!)

### Beste visuelle Effekte
Roger Heman senior, Fred Sersen – Crash Dive
Ray Binger, Thomas T. Moulton, Clarence Slifer – The North Star
George Dutton, Farciot Edouart, Gordon Jennings – Mutige Frauen (So Proudly We Hail)
A. Arnold Gillespie, Donald Jahraus, Michael Steinore – Stand by for Action
Roy Granville, James G. Stewart, Vernon L. Walker – Ohne Rücksicht auf Verluste (Bombardier)
Hans F. Koenekamp, Nathan Levinson, Rex Wimpy – In die japanische Sonne (Air Force)

### Bester Kurzfilm (1 Filmrolle)
Amphibious Fighters – Grantland Rice
Cavalcade of Dance – Gordon Hollingshead
Champions Carry On – Edmund Reek
Screen Snapshots Series 23, No. 1: Hollywood in Uniform – Ralph Staub
Seeing Hands – Pete Smith

### Bester Kurzfilm (2 Filmrollen)
Heavenly Music – Jerry Bresler, Sam Coslow
Letter to a Hero – Frederic Ullman junior
Mardi Gras – Walter MacEwen
Women at War – Gordon Hollingshead

### Bester animierter Kurzfilm
Tom spielt Feuerwerker (The Yankee Doodle Mouse) – Fred Quimby
The Dizzy Acrobat – Walter Lantz
The 500 Hats of Bartholomew Cubbins – George Pal
Imagination – Dave Fleischer
Reason and Emotion – Walt Disney
Und ewig lockt der Wurm (Greetings Bait) – Leon Schlesinger

### Bester Dokumentarkurzfilm
Der 7. Dezember (December 7th) – U.S. Navy Field Photographic Branch
Children of Mars – RKO Radio
Plan for Destruction – MGM
Swedes in America – Office of War Information
To the People of the United States – Walter Wanger
Tomorrow We Fly – United States Navy Bureau of Aeronautics
Youth in Crisis – The March of Time

### Bester Dokumentarfilm
Desert Victory – British Ministry of Information
Baptism of Fire – United States Army
The Battle of Russia – Kriegsministerium der Vereinigten Staaten, Department of War Special Service Division
Report from the Aleutians – United States Army Pictorial Service
War Department Report – Office of Strategic Services

## Ehren-Oscars

### Ehrenoscar
George Pal

### Irving G. Thalberg Memorial Award
Hal B. Wallis

### Scientific and Engineering Award
Farciot Edouart, Earle Morgan, Barton Thompson

### Technical Achievement Award
Daniel J. Bloomberg
Charles G. Clarke
Farciot Edouart
Willard H. Turner